# Società Polisportiva La Fiorita 2011-2012

## Organigramma societario

### Staff tecnico
- Nicola Berardi - Allenatore
- Loris Martinini - Preparatore portieri
- Damiano Vannucci - Preparatore atletico
- Michele Della Valle - Direttore sportivo
- Paolo Zanotti - Direttore generale
- Marco Gasperoni - Accompagnatore
- Andrea Bassis - Accompagnatore

## Rosa
La rosa è aggiornata al 1º luglio 2012.
| N. |                       | Ruolo | Calciatore         |
| -- | --------------------- | ----- | ------------------ |
|    | Italia (bandiera)     | P     | Simone Montanari   |
|    | San Marino (bandiera) | P     | Michael Giovagnoli |
|    | Italia (bandiera)     | D     | Alberto Mazzola    |
|    | San Marino (bandiera) | D     | Marco Tomassoni    |
|    | Italia (bandiera)     | D     | Daniele Bucchi     |
|    | San Marino (bandiera) | D     | Gian Luca Bollini  |
|    | Italia (bandiera)     | D     | Morris Casali      |
|    | San Marino (bandiera) | D     | Damiano Vannucci   |
|    | San Marino (bandiera) | D     | Michele Zanotti    |
|    | San Marino (bandiera) | D     | Mattia Berardi     |
|    | Nigeria (bandiera)    | D     | Joseph Enakarhire  |
|    | Italia (bandiera)     | C     | Marco Bellocchi    |
|    | San Marino (bandiera) | C     | Lorenzo Forcellini |
|    | Italia (bandiera)     | C     | Tiziano Mottola    |

| N. |                       | Ruolo | Calciatore              |
| -- | --------------------- | ----- | ----------------------- |
|    | San Marino (bandiera) | C     | Fabio Bollini           |
|    | San Marino (bandiera) | C     | Davide Mularoni         |
|    | Italia (bandiera)     | C     | Marco Balducci          |
|    | San Marino (bandiera) | C     | Nicola Cavalli          |
|    | Italia (bandiera)     | C     | Francesco Perrotta      |
|    | Italia (bandiera)     | C     | Simone Confalone        |
|    | Italia (bandiera)     | C     | Maurizio Pedrelli       |
|    | Albania (bandiera)    | C     | Julian Aliaj            |
|    | Italia (bandiera)     | A     | Mario Fucili            |
|    | Italia (bandiera)     | A     | Simon Parma             |
|    | San Marino (bandiera) | A     | Alessandro Guidi        |
|    | San Marino (bandiera) | A     | Elia Zafferani          |
|    | San Marino (bandiera) | A     | Andy Selva              |
|    | San Marino (bandiera) | A     | Danilo Ezequiel Rinaldi |